# James F. Hollingsworth

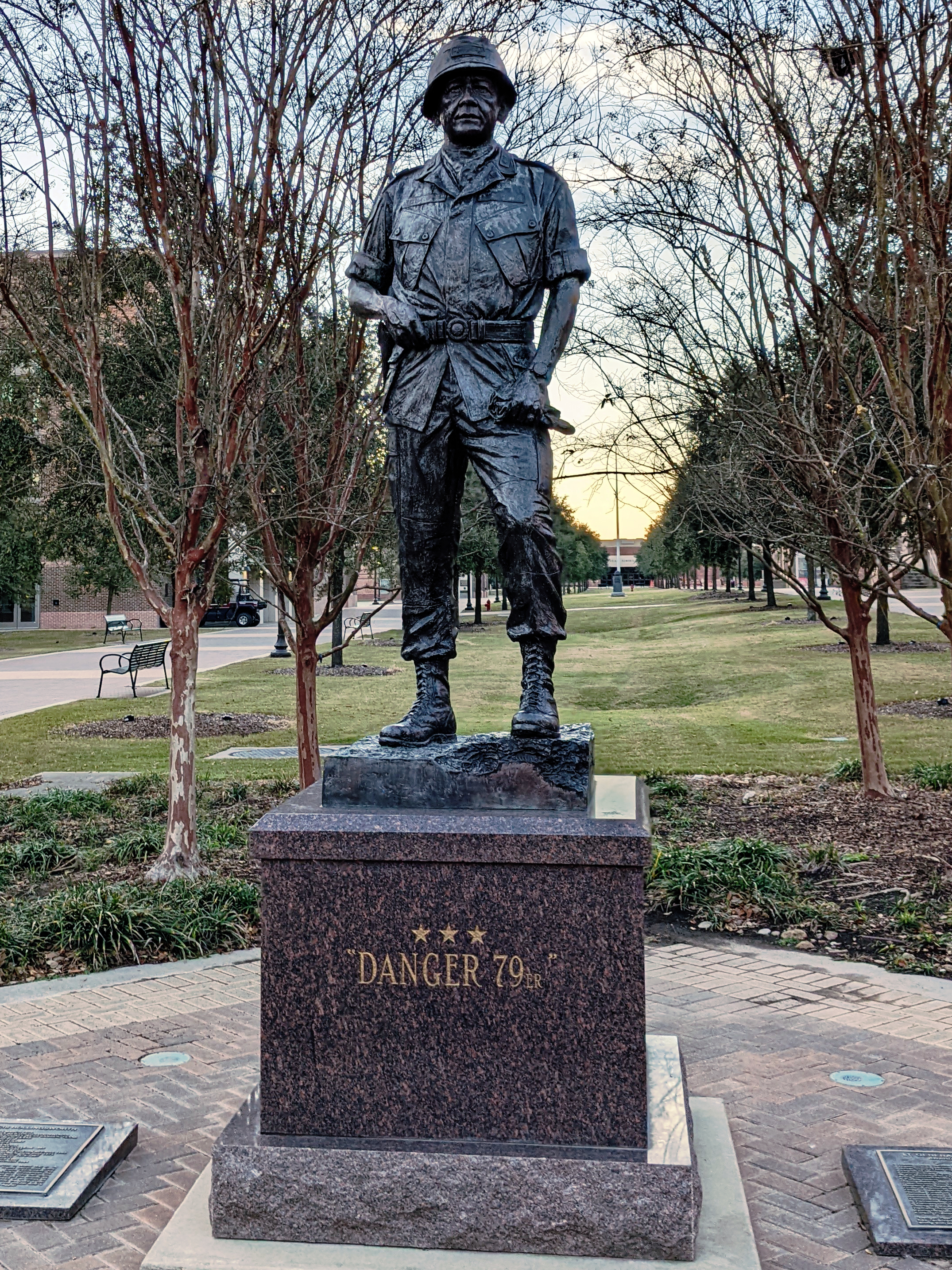
Statue von James Hollingsworth bei der Texas A&M University

James Francis Hollingsworth (* 24. März 1918 in Sanger, Denton County, Texas; † 2. März 2010 in San Antonio, Texas) war ein Generalleutnant der United States Army. Er kommandierte unter anderem das I. Korps.
James Hollingsworth war der älteste von vier Söhnen von James Newton Hollingsworth (1877–1958) und dessen Frau Mamie Ella Browning (1892–1974). Alle Brüder dienten während des Zweiten Weltkriegs in den amerikanischen Streitkräften. James besuchte in den Jahren 1935 und 1936 das North Texas Agricultural College, aus dem die heutige University of Texas at Arlington hervorging. Über das ROTC-Programm der Texas A&M University gelangte er im Jahr 1940 in das Offizierskorps des US-Heeres. Dort wurde er als Leutnant den Panzereinheiten zugeteilt. In der Armee durchlief er anschließend alle Offiziersränge vom Leutnant bis zum Drei-Sterne-General.
In seinen jüngeren Jahren absolvierte er den für Offiziere in den niederen Rangstufen üblichen Dienst in verschiedenen Einheiten und Standorten. Im weiteren Verlauf seiner Laufbahn kommandierte er Einheiten auf fast allen militärischen Ebenen. Zwischenzeitlich wurde er auch als Stabsoffizier eingesetzt. Während des Zweiten Weltkriegs diente er in einer Einheit der 2. Panzerdivision. Er nahm zwischen 1942 und 1945 an sieben größeren Feldzügen der Alliierten von der Landung in Nordafrika bis hin zur Besetzung weiter Teile Deutschlands teil. Dabei wurde er fünf Mal verwundet. Er gehörte auch zu den ersten Amerikanern die Berlin erreichten. Für seine militärischen Leistungen wurde Hollingsworth, der es bis Kriegsende schon bis zum Oberstleutnant gebracht hatte, von General George S. Patton ausdrücklich gelobt.
Nach dem Krieg setzte Hollingsworth seine Offizierslaufbahn in den Vereinigten Staaten fort. Im Jahr 1952 absolvierte er das Command and General Staff College in Fort Leavenworth in Kansas und im Jahr 1958 wurde er als Oberst in Fort Hood stellvertretender Kommandeur einer Brigade der 1. Panzerdivision.
James Hollingsworth war zweimal im Vietnamkrieg eingesetzt. In den Jahren 1966 und 1967 war er als Brigadegeneral Stabsoffizier bei der 1. Infanteriedivision. Zwischenzeitlich war er auch kommissarischer Divisionskommandeur. Er war mit seiner Division an mehreren Schlachten beteiligt und wurde für seinen Einsatz mit weiteren Orden ausgezeichnet.
Nach seiner Rückkehr in die Vereinigten Staaten war Hollingsworth stellvertretender Leiter des Verbands United States Army Test and Evaluation Command und dann bis Oktober 1971 Kommandeur der Truppen in Alaska. Im Jahr 1972 kehrte er nach Vietnam zurück, wo er den Truppenverband Third Regional Assistance Command befehligte. Dabei war er erneut in Gefechte verwickelt. Dazu gehörte auch die Schlacht von An Lộc. In diesem Zusammenhang wurde Hollingsworth für einige überhebliche und egoistische Kommentare von seinem Vorgesetzten Creighton W. Abrams gerügt.
Zwischen dem 18. Juli 1973 und dem 11. Februar 1976 kommandierte Hollingsworth als Nachfolger von Richard T. Knowles das in Südkorea stationierte I. Korps. Nachdem er sein Kommando an John H. Cushman übergeben hatte, schied er aus dem aktiven Militärdienst aus. Er wurde in der Folge aber gebeten, eine Analyse der Kampffähigkeit der US-Armee im Falle eines Angriffs des Warschauer Pakts auf Europa zu erstellen. Der im weiteren Verlauf des Jahres 1976 erschienene Hollingsworth Report führte zu einer Erhöhung des Militäretats insbesondere für die Armee und die NATO.
Der mit Katherine E. Nicholson (1920–1989) verheiratete Offizier starb am 2. März 2010 in San Antonio und wurde auf dem Nationalfriedhof Arlington beigesetzt.

## Orden und Auszeichnungen
James Hollingsworth erhielt im Lauf seiner militärischen Laufbahn unter anderem folgende Auszeichnungen:
- Distinguished Service Cross (3-mal)
- Army Distinguished Service Medal (4-mal)
- Silver Star (4-mal)
- Legion of Merit (3-mal)
- Soldier’s Medal
- Distinguished Flying Cross (3-mal)
- Bronze Star Medal (4-mal)
- Air Medal (mehrfach)
- Army Commendation Medal
- American Defense Service Medal
- American Campaign Medal
- European-African-Middle Eastern Campaign Medal
- World War II Victory Medal
- National Defense Service Medal
- Vietnam Service Medal
- Vietnam Campaign Medal
- Purple Heart (6-mal)